# Zentralbahn

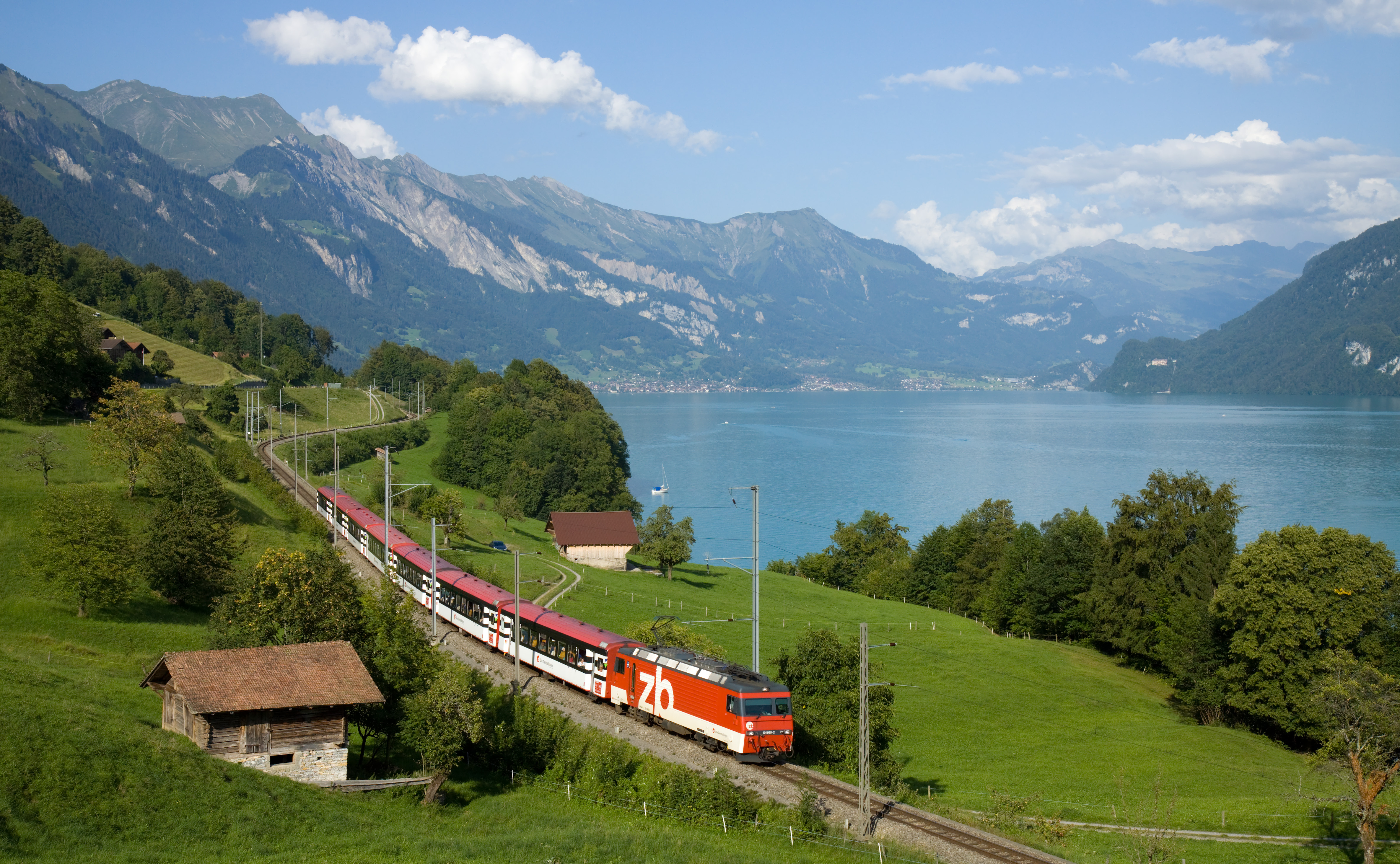
Un treno della Zentralbahn attraversa il territorio di Niederried bei Interlaken correndo lungo la sponda del Lago di Brienz.

La Zentralbahn (acronimo zb, in italiano ferrovia centrale) è una società ferroviaria svizzera, nata il 1º gennaio 2005 dalla fusione della Brünigbahn delle FFS e la ferrovia privata Luzern-Stans-Engelberg-Bahn (LSE). Sede della società è Stansstad.

## Storia
Il 30 giugno 2004 il consiglio federale autorizzò le FFS a vendere la ferrovia del Brünig (Lucerna-Interlaken) alla LSE. La concessione della LSE venne quindi estesa alla linea del Brünig.
Visto che la ferrovia del Brünig era proprietà delle FFS e non una società indipendente, non si può parlare propriamente di fusione, ma piuttosto di integrazione. In un primo passo (il 21 dicembre 2004) la LSE ha cambiato nome in zb Zentralbahn AG.
Successivamente (18 maggio 2005) è stato fatto un aumento di capitale da 14.800.000 franchi a 120 milioni di franchi, con le FFS che conferivano attività e passività al 31 dicembre 2004 relative alla linea del Brünig in cambio di nuove azioni della ZB.
La nuova società così creata opera in maniera indipendente ma due terzi delle sue azioni restano di proprietà delle FFS.
Una società dal nome simile fu integrata nel 1902 nelle FFS: la Schweizerische Centralbahn.

Con effetto dal 1º gennaio 2021 la Zentralbahn ha rilevato la ferrovia Meiringen-Innertkirchen dalla Kraftwerke Oberhasli.

## Galleria d'immagini

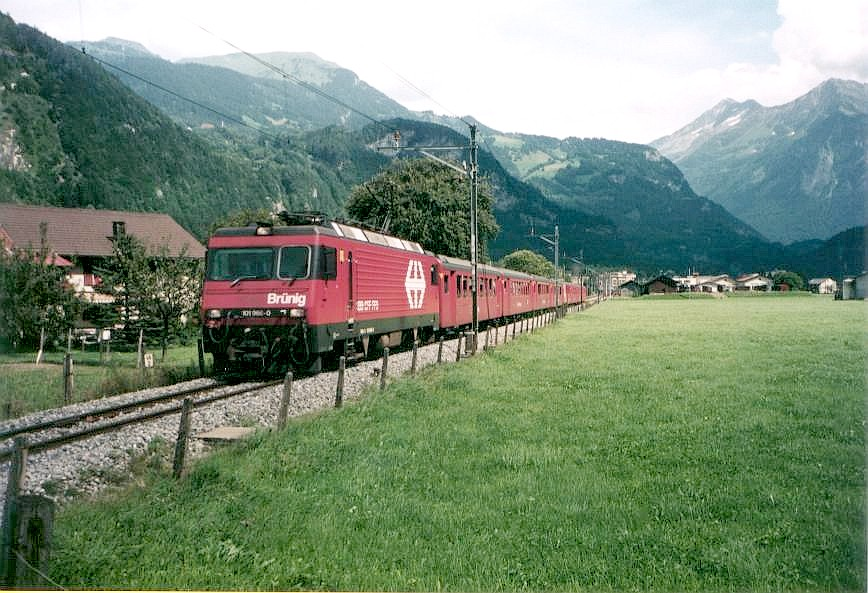
Zentralbahn a Meiringen
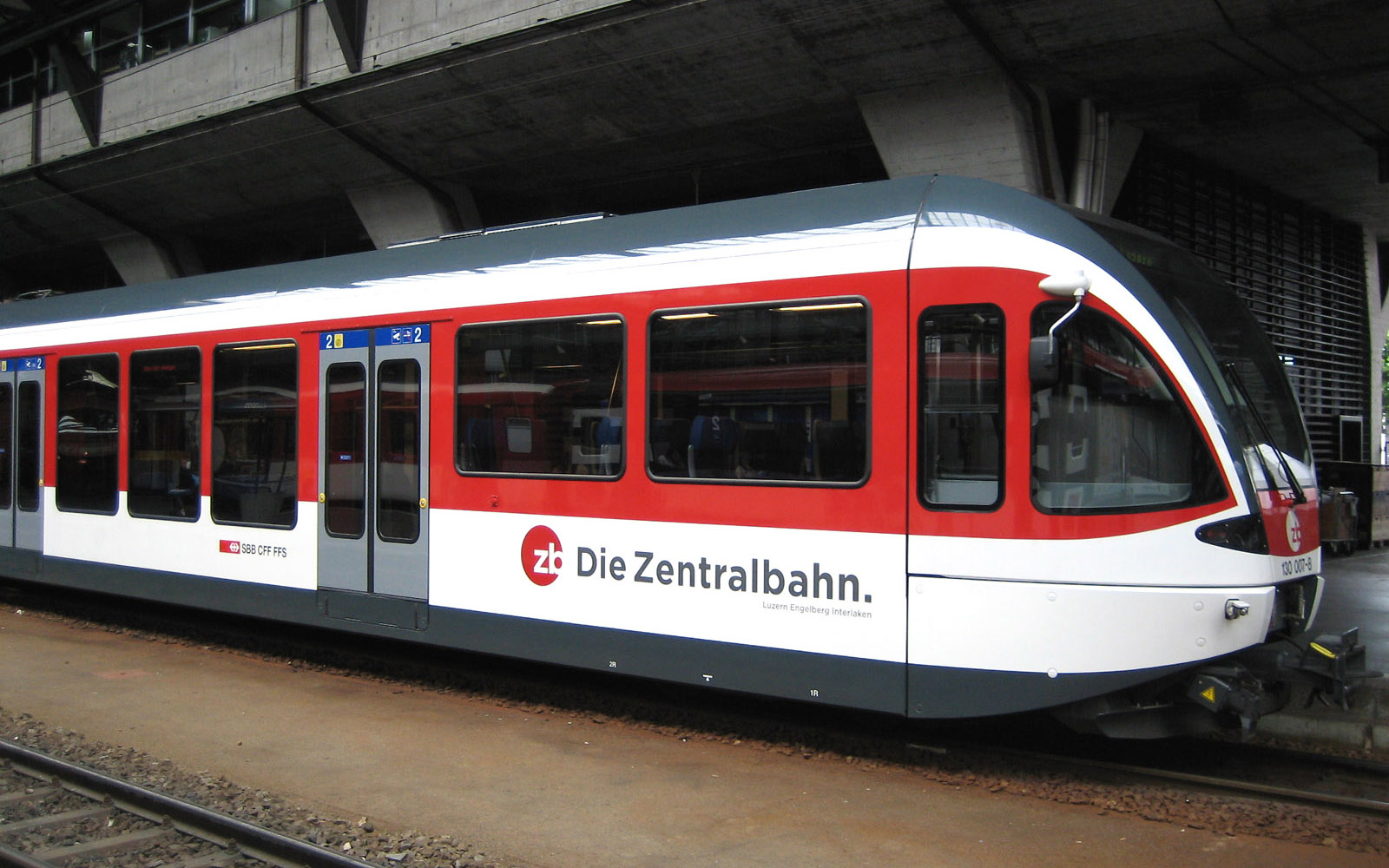
Stadler SPATZ della zb
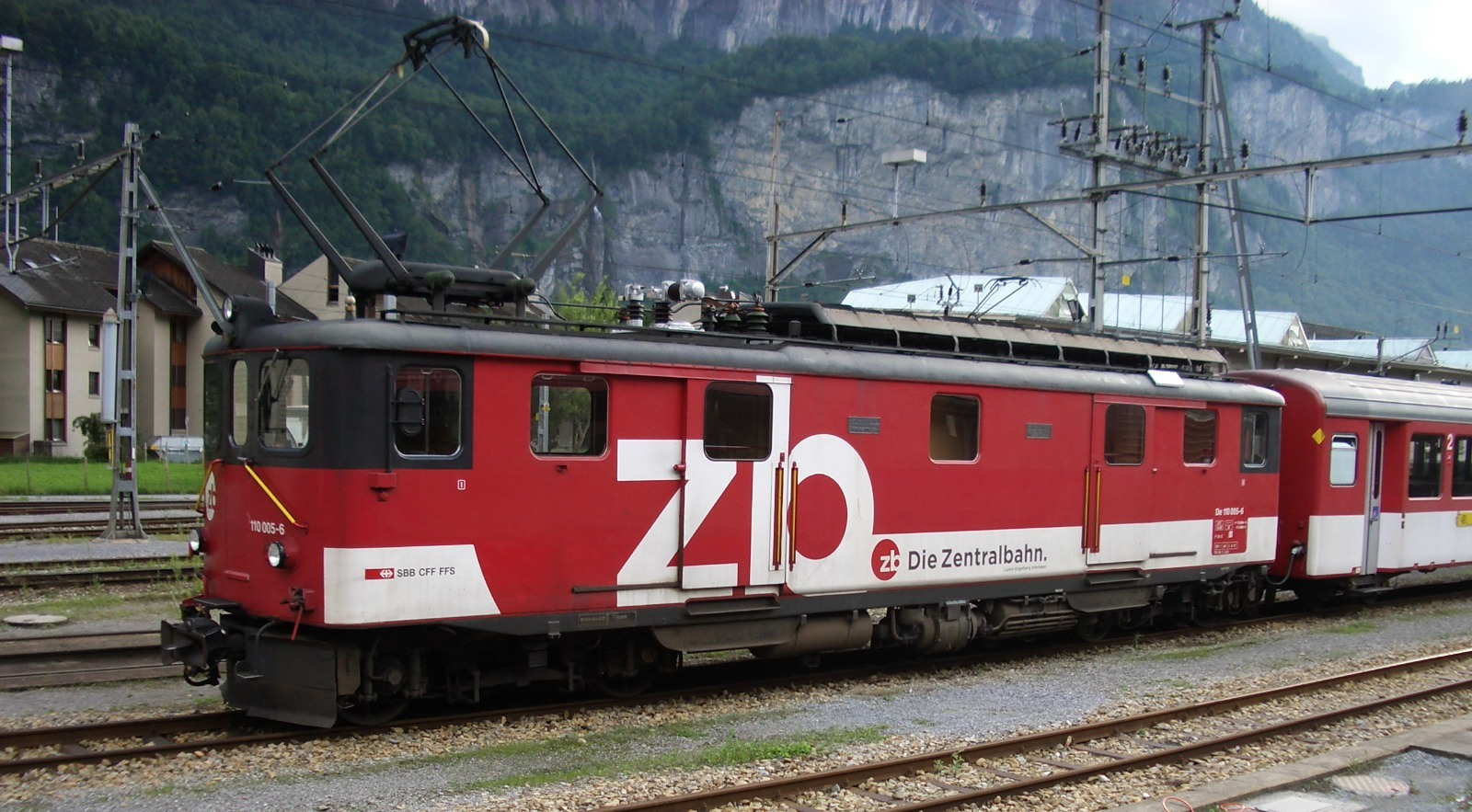
Zentralbahn nella stazione di Meiringen